# Karcinologi
Karcinologi (av grekiska καρκίνος, karkinos, "kräfta", och λογος, logos, "lära") är vetenskapen om kräftdjuren.